# Arthur John Cronquist
Arthur John Cronquist (San José (Califórnia), 1919 – Provo, 1992) foi um botânico estado-unidense, foi o maior responsável por uma nova classificação botânica das angiospermas, em 1981 e 1988, que dominou a botânica desde a década de 1970 até recentemente, com os textos An Integrated System of Classification of Flowering Plants (1981) e The Evolution and Classification of Flowering Plants (1988) - Sistema Integrado de Classificação de Plantas com Flores e A Evolução e Classificação das Plantas com Flores. No sistema de Cronquist, a divisão Magnoliophyta ou Angiospermae abrange duas classes: Magnoliopsida ou dicotiledôneas e Liliopsida ou monocotiledôneas., baseando-se nas características anatômicas e morfológicas. Atualmente, se emprega principalmente uma nova classificação botânica, a APG.